# Book Club: The Next Chapter
Book Club: The Next Chapter är en amerikansk komedifilm från 2023. Filmen är regisserad av Bill Holderman, som även skrivit filmens manus tillsammans med Erin Simms. Den är uppföljare till Book Club från 2018.
Filmen hade biopremiär i Sverige den 18 augusti 2023, utgiven av Universal Pictures.

## Handling
Filmen handlar om de fyra bästa vännerna, Diane, Vivian, Sharon och Carol, som tar sin gemensamma bokklubb till Venedig i Italien.

## Rollista (i urval)
- Diane Keaton – Diane
- Jane Fonda – Vivian
- Candice Bergen – Sharon
- Mary Steenburgen – Carol
- Andy García – Mitchell
- Don Johnson – Arthur
- Craig T. Nelson – Bruce
- Giancarlo Giannini – polischef
- Hugh Quarshie – Ousmane
- Vincent Riotta – chef Gianni